# 路德維希·威廉 (黑森-洪堡)
路德維希·威廉（德語：Ludwig Wilhelm，1770年8月29日—1839年1月19日），黑森-洪堡伯爵，1829年至1839年在位。

## 生平
1804年，路德維希·威廉與拿騷-烏辛根的奧古斯塔公主結婚。由於奧古斯塔已愛上了別人，兩人不久後就離婚了。
拿破崙戰爭期間，路德維希·威廉加入普魯士軍隊服役。戰爭結束後，他被任命為盧森堡總督。
路德維希·威廉本人很少親自造訪黑森-洪堡，但他在位期間發展了巴特洪堡的溫泉建設，並支持教育改革等。路德維希·威廉去世後，由弟弟菲利普繼位。